# John Graydon
John Graydon (Holborn, 1666 – Fordwich, 12 marzo 1726) è stato un ammiraglio inglese.

## Biografia

### Primi anni
Nel giugno 1686 Graydon fu nominato tenente sulla HMS Charles Galley; nel maggio 1688 primo tenente della HMS Mary, e nel mese di ottobre fu promosso al comando del vascello di sesta classe e 16 cannoni HMS Soldado. A bordo della HMS Soldado prese parte alla battaglia di Bantry Bay il 1º maggio 1689, fu poi fu promosso alla HMS Defiance, che comandò nella battaglia di Beachy Head, il 30 giugno 1690. Nel 1692 comandò la HMS Hampton Court nella Battaglia di Barfleur-La Hogue. Dal 1694 al 1695 fu nominato Comandante in Capo di Portsmouth e con la Grande flotta fino al 1695.
Dal 1695 al 1697 comandò la HMS Vanguard, sempre con la Grande flotta.
Nell'aprile 1701 con la HMS Assistance protesse un convoglio commerciale diretto a Terranova, che scortò poi verso il Mediterraneo. Fatto ciò tornò in Inghilterra nella primavera del 1702.
Nel mese di giugno, mentre era al comando della HMS Triumph a Portsmouth, fu promosso retroammiraglio dell'azzurro, gli fu ordinato di unirsi a Sir George Rooke sulla costa spagnola. Con Rooke tentò di forzare Cadice e distrusse diverse navi nemiche nella Battaglia della baia di Vigo; innalzando la sua bandiera sulla HMS Lancaster fece rientro a casa con Sir Cloudesley Shovell. Il gennaio seguente fu promosso viceammiraglio del bianco, e nominato comandante in capo di uno squadrone inviato alla Jamaica Station.

### La Jamaica Station
Nelle Indie Occidentali ricevette ordini speciali per raccogliere la maggior forza possibile, sia di navi che di truppe, e portarle all'attacco dell'insediamento francese di Placentia. Dopo pochi giorni di navigazione, il 18 marzo, incrociò uno squadrone di quattro navi francesi chiaramente inferiori alle sue cinque. Graydon, tuttavia, considerando di essere vincolato dalle sue istruzioni, per evitare ogni possibilità di ritardo, permise loro di passare oltre.
Arrivò alle Barbados il 12 maggio, e in Giamaica il 4 giugno, ma la necessità di risistemare molte navi, alcune delle quali erano state a lungo ferme alla stazione, la mancanza di merci, e il cattivo rapporto con la gente del posto, ritardarono la spedizione.
Graydon non raggiunse Terranova che all'inizio di agosto. Da quel momento per trenta giorni la navigazione fu avvolta in una nebbia densa, e solo il 3 settembre la flotta riuscì a riunirsi. Poi un consiglio di guerra, considerando il ritardo della stagione, le cattive condizioni delle navi, lo stato malaticcio degli uomini, la mancanza di provviste e la forza del nemico a Placentia, decise che l'attacco non doveva essere fatto. Il 24 settembre la flotta salpò per l'Inghilterra; il tempo era molto brutto e le navi furono disperse riunendosi solo dopo l'arrivo in Inghilterra in ottobre.
La spedizione era stata un evidente fallimento, e la rinuncia ad impegnare lo squadrone francese lo fece figurare colpevole. Un comitato della Camera dei Lord riferì che Graydon con la sua condotta era stato un pregiudizio al servizio della regina e un grande disonore per la nazione, e raccomandò che egli non avesse dovuto "essere impiegato più nel servizio di Sua Maestà". Non fu processato, ma condannato solo sulla base di voci. Graydon era praticamente estromesso, la sua pensione fu bloccata e non reintegrata. Morì il 12 marzo 1726.